# Théorème de Liouville (hamiltonien)
Pour les articles homonymes, voir Théorème de Liouville.

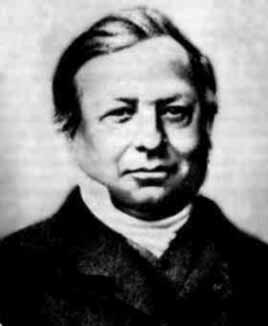

En physique, le théorème de Liouville, nommé d'après le mathématicien Joseph Liouville, est un théorème utilisé par le formalisme hamiltonien de la mécanique classique, mais aussi en mécanique quantique et en physique statistique. Ce théorème dit que le volume de l'espace des phases d'un système est constant le long des chemins que le système parcourt dans son espace, autrement dit ce volume reste constant dans le temps.

## Équation de Liouville
L'équation de Liouville décrit l'évolution temporelle de la densité de probabilité {\displaystyle \rho } dans l'espace des phases. Cette densité de probabilité est définie comme la probabilité pour que l'état du système soit représenté par un point à l'intérieur du volume {\displaystyle \Gamma } considéré.

### En mécanique classique
On utilise les coordonnées généralisées {\displaystyle (q,p)} où {\displaystyle N} est la dimension du système. La densité de probabilité {\displaystyle \rho (p,q)} est définie par la probabilité {\displaystyle \rho (p,q)\,d^{N}q\,d^{N}p} de rencontrer l'état du système dans le volume infinitésimal {\displaystyle d^{N}q\,d^{N}p}.
Lorsqu'on calcule l'évolution temporelle de cette densité de probabilité {\displaystyle \rho (p,q)}, on obtient :
{\displaystyle {\frac {d\rho }{dt}}={\frac {\partial \rho }{\partial t}}+\sum _{i=1}^{N}\left[{\frac {\partial \rho }{\partial q_{i}}}{\dot {q}}_{i}+{\frac {\partial \rho }{\partial p_{i}}}{\dot {p}}_{i}\right]=0}
On peut utiliser les équations canoniques de Hamilton en les remplaçant dans l'équation précédente :
{\displaystyle {\dot {q}}_{i}\ =\ {\frac {\partial H}{\partial p_{i}}}\quad ;\qquad {\dot {p}}_{i}\ =\ -{\frac {\partial H}{\partial q_{i}}}},
on obtient le résultat
{\displaystyle {\frac {\partial }{\partial t}}\rho (p,q,t)=-\{\,\rho (p,q,t),H\,\}=\{\,H,\rho (p,q,t)\,\}},
où {\displaystyle \{,\}} désigne les crochets de Poisson.

### En mécanique quantique
D'après le principe de correspondance, on peut rapidement en déduire l'équation de Liouville en mécanique quantique :
{\displaystyle {\frac {1}{i\hbar }}[{\hat {H}},{\hat {A}}(t)]=\left\{{\hat {H}},{\hat {A}}\right\}+O(\hbar ^{2})}
d'où on déduit :
{\displaystyle {\frac {\partial }{\partial t}}{\hat {\rho }}={\frac {i}{\hbar }}[{\hat {\rho }},{\hat {H}}]}
Ici, {\displaystyle {\hat {H}}} est l'opérateur hamiltonien et {\displaystyle \rho } la matrice densité. Parfois cette équation est aussi nommée l'équation de Von Neumann.

## Théorème de Liouville
De l'équation de Liouville plus haut, on déduit le théorème de Liouville, qui peut s'énoncer comme suit
Théorème de Liouville — 
La fonction de distribution est constante le long de n'importe quelle trajectoire de l'espace des phases
ou encore sous la forme
Théorème de Liouville — 
Le volume d'une région de l'espace des phases reste constant lorsqu'on suit cette région dans le temps
Cela revient à dire que le volume V de l'espace des phases est invariant par rapport au temps : {\displaystyle {\frac {dV}{dt}}=0}